# Campionati italiani assoluti di atletica leggera indoor 2008
I XXXIX Campionati italiani assoluti di atletica leggera indoor si sono tenuti a Genova dal 23 al 24 febbraio 2008.
Sono stati assegnati 26 titoli nazionali in altrettante discipline (13 maschili e 13 femminili). La manifestazione era valida anche per l'assegnazione degli scudetti dei campionati italiani di società: al maschile il titolo è andato all'Atletica Bergamo 1959 Creberg seguita dal Gruppi Sportivi Fiamme Gialle e Atletica Studentesca CA.RI.RI., mentre al femminile la prima società classificata è stata l'Italgest Athletic Club, seguita da Fondiaria SAI Atletica e Atletica Studentesca CA.RI.RI.

## Risultati

### Uomini
| Specialità                                                                              | Oro                                                                                   | Prestazione | Argento                                                                                | Prestazione | Bronzo                                                                                                  | Prestazione |
| Corse                                                                                   |                                                                                       |             |                                                                                        |             | |             |
| 60 m                                                                                    | Giovanni Tomasicchio Amatori Atletica Acquaviva                                       | 6"73        | Jacques Riparelli Centro Sportivo Aeronautica Militare                                 | 6"74        | Marco Torrieri Centro Sportivo Aeronautica Militare                                                     | 6"78        |
| 400 m                                                                                   | Claudio Licciardello Gruppi Sportivi Fiamme Gialle                                    | 46"57       | Matteo Galvan Gruppi Sportivi Fiamme Gialle                                            | 47"10       | Marco Marsadri Atletica Cento Torri Pavia                                                               | 47"16       |
| 800 m                                                                                   | Livio Sciandra Centro Sportivo Aeronautica Militare                                   | 1'48"47     | Lukas Rifesser Centro Sportivo Esercito                                                | 1'49"33     | Maurizio Bobbato Centro Sportivo Carabinieri                                                            | 1'50"69     |
| 1500 m                                                                                  | Christian Obrist Centro Sportivo Carabinieri                                          | 3'42"39     | Christian Neunhauserer Gruppo Sportivo Forestale                                       | 3'43"98     | Fabio Lettieri Centro Sportivo Aeronautica Militare                                                     | 3'46"30     |
| 3000 m                                                                                  | Daniele Meucci Centro Sportivo Esercito                                               | 7'56"53     | Yuri Floriani Gruppi Sportivi Fiamme Gialle                                            | 7'57"58     | Salvatore Vincenti Gruppi Sportivi Fiamme Gialle                                                        | 8'01"33     |
| 60 m hs                                                                                 | Emanuele Abate Gruppo Sportivo Fiamme Oro                                             | 7"89        | Emiliano Pizzoli Centro Sportivo Carabinieri                                           | 7"96        | Sergio Castronovo Polisportiva Libertas Catania                                                         | 7"98        |
| Marcia 5000 m                                                                           | Ivano Brugnetti Gruppi Sportivi Fiamme Gialle                                         | 18'33"06    | Lorenzo Civallero Centro Sportivo Carabinieri                                          | 19'21"51    | Alessandro Gandellini Gruppo Sportivo Fiamme Oro                                                        | 19'33"63    |
| Staffetta 4×1 giro                                                                      | Atletica Cento Torri Pavia Marco Marsadri Cristian Lancini Diego Zuodar Paolo Pistono | 1'27"79     | Centro Sportivo Carabinieri Luca Galletti Jacopo Marin Francesco Filisetti Marco Cuneo | 1'28"02     | Centro Sportivo Aeronautica Militare Roberto Marangon Enrico Minetto Fiorenzo Moscatelli Marco Moraglio | 1'28"09     |
| Concorsi                                                                                |                                                                                       |             |                                                                                        |             | |             |
| Salto in alto                                                                           | Filippo Campioli Centro Sportivo Esercito                                             | 2,26 m      | Andrea Bettinelli Gruppi Sportivi Fiamme Gialle                                        | 2,24 m      | Giulio Ciotti Gruppo Sportivo Fiamme Azzurre                                                            | 2,22 m      |
| Salto con l'asta                                                                        | Matteo Rubbiani Centro Sportivo Aeronautica Militare                                  | 5,30 m      | Sergio D'Orio Gruppi Sportivi Fiamme Gialle                                            | 5,20 m      | Marco Boni Centro Sportivo Aeronautica Militare                                                         | 5,10 m      |
| Salto in lungo                                                                          | Ferdinando Iucolano Centro Sportivo Aeronautica Militare                              | 7,83 m      | Andrew Howe Centro Sportivo Aeronautica Militare                                       | 7,71 m      | Fabrizio Donato Gruppi Sportivi Fiamme Gialle                                                           | 7,63 m      |
| Salto triplo                                                                            | Fabrizio Donato Gruppi Sportivi Fiamme Gialle                                         | 17,06 m     | Fabrizio Schembri Centro Sportivo Carabinieri                                          | 16,83 m     | Paolo Camossi Gruppo Sportivo Fiamme Azzurre                                                            | 16,73 m     |
| Getto del peso                                                                          | Paolo Dal Soglio Centro Sportivo Carabinieri                                          | 18,61 m     | Paolo Capponi Gruppo Sportivo Fiamme Oro                                               | 18,31 m     | Marco Dodoni Gruppo Sportivo Forestale                                                                  | 17,83 m     |
| record dei campionati; record nazionale; record personale; record personale stagionale. |                                                                                       |             |                                                                                        |             | |             |

### Donne
| Specialità                                                                              | Oro                                                                                    | Prestazione | Argento                                                                                     | Prestazione | Bronzo                                                                                            | Prestazione |
| Corse                                                                                   |                                                                                        |             |                                                                                             |             |                                                                                                   |             |
| 60 m                                                                                    | Vincenza Calì Gruppo Sportivo Fiamme Azzurre                                           | 7"34        | Audrey Alloh Atletica Firenze Marathon                                                      | 7"45        | Ilenia Draisci Fondiaria SAI Atletica                                                             | 7"52        |
| 400 m                                                                                   | Daniela Reina Gruppo Sportivo Fiamme Azzurre                                           | 53"75       | Marta Milani Centro Sportivo Esercito                                                       | 54"46       | Chiara Bazzoni Centro Sportivo Esercito                                                           | 55"06       |
| 800 m                                                                                   | Elisa Cusma Centro Sportivo Esercito                                                   | 2'05"53     | Chiara Nichetti Italgest Athletic Club                                                      | 2'07"36     | Marta Oliva Centro Sportivo Esercito                                                              | 2'09"30     |
| 1500 m                                                                                  | Agnes Tschurtschenthaler Gruppo Sportivo Forestale                                     | 4'20"15     | Sara Palmas Centro Sportivo Esercito                                                        | 4'21"71     | Chiara Nichetti Italgest Athletic Club                                                            | 4'22"10     |
| 3000 m                                                                                  | Silvia Weissteiner Gruppo Sportivo Forestale                                           | 8'57"61     | Elena Romagnolo Centro Sportivo Esercito                                                    | 8'59"73     | Federica Dal Rì Centro Sportivo Esercito                                                          | 9'03"76     |
| 60 m hs                                                                                 | Micol Cattaneo Centro Sportivo Carabinieri                                             | 8"14        | Marzia Caravelli CUS Cagliari                                                               | 8"33        | Sara Balduchelli Italgest Athletic Club                                                           | 8"48        |
| Marcia 3000 m                                                                           | Elisa Rigaudo Gruppi Sportivi Fiamme Gialle                                            | 12'10"23    | Rossella Giordano Gruppo Sportivo Fiamme Azzurre                                            | 12'49"68    | Sibilla Di Vincenzo Fondiaria SAI Atletica                                                        | 13'01"64    |
| Staffetta 4×1 giro                                                                      | Centro Sportivo Esercito Chiara Bazzoni Marta Milani Stefania Ferrante Daniela Graglia | 1'37"27     | Gruppo Sportivo Forestale Manuela Grillo Giulia Arcioni Patrizia Spuri Monika Niederstätter | 1'37"49     | Gruppo Sportivo Fiamme Azzurre Daniela Bellanova Rivoir Daniela Reina Elisa Bettini Vincenza Calì | 1'37"78     |
| Concorsi                                                                                |                                                                                        |             |                                                                                             |             |                                                                                                   |             |
| Salto in alto                                                                           | Raffaella Lamera Centro Sportivo Esercito                                              | 1,83 m      | Elena Meuti CUS Cagliari                                                                    | 1,81 m      | Maura Mannucci Atletica Studentesca CA.RI.RI.                                                     | 1,74 m      |
| Salto in alto                                                                           | Raffaella Lamera Centro Sportivo Esercito                                              | 1,83 m      | Elena Meuti CUS Cagliari                                                                    | 1,81 m      | Roberta Bugarini CUS Parma                                                                        | 1,74 m      |
| Salto in alto                                                                           | Raffaella Lamera Centro Sportivo Esercito                                              | 1,83 m      | Elena Meuti CUS Cagliari                                                                    | 1,81 m      | Maria Costanza Moroni Nuova Atletica Fanfulla Lodigiana                                           | 1,74 m      |
| Salto in alto                                                                           | Raffaella Lamera Centro Sportivo Esercito                                              | 1,83 m      | Elena Meuti CUS Cagliari                                                                    | 1,81 m      | Elena Vallortigara Novatletica Città di Schio                                                     | 1,74 m      |
| Salto con l'asta                                                                        | Elena Scarpellini Fondiaria SAI Atletica                                               | 4,25 m      | Arianna Farfaletti Casali Italgest Athletic Club                                            | 4,15 m      | Anna Giordano Bruno Fondiaria SAI Atletica                                                        | 4,00 m      |
| Salto in lungo                                                                          | Valeria Canella Gruppo Sportivo Fiamme Azzurre                                         | 6,44 m      | Francesca Doveri Centro Sportivo Esercito                                                   | 6,19 m      | Elisa Zanei Gruppo Sportivo Valsugana Trentino                                                    | 5,98 m      |
| Salto triplo                                                                            | Magdelín Martínez Assindustria Sport Padova                                            | 14,03 m     | Simona La Mantia Gruppi Sportivi Fiamme Gialle                                              | 13,63 m     | Maria Costanza Moroni Nuova Atletica Fanfulla Lodigiana                                           | 13,22 m     |
| Getto del peso                                                                          | Chiara Rosa Gruppo Sportivo Fiamme Azzurre                                             | 18,63 m     | Assunta Legnante Italgest Athletic Club                                                     | 18,43 m     | Mara Rosolen Gruppo Sportivo Fiamme Oro                                                           | 15,89 m     |
| record dei campionati; record nazionale; record personale; record personale stagionale. |                                                                                        |             |                                                                                             |             |                                                                                                   |             |